# Еджидіо Нотарістефано
Еджидіо Нотарістефано (італ. Egidio Notaristefano, нар. 4 лютого 1966, Мілан) — італійський футболіст, що грав на позиції півзахисника. По завершенні ігрової кар'єри — тренер.

## Клубна кар'єра
Народився 4 лютого 1966 року в місті Мілан. Вихованець футбольної школи клубу «Комо». Дорослу футбольну кар'єру розпочав 1983 року в основній команді того ж клубу. У першому ж сезоні 1983/84 команда зайняла 2-ге місце у Серії Б і з наступного сезону стала виступати в італійському вищому дивізіоні, де Еджидіо поступово став основним гравцем. Сезон 1988/89 Нотарістефано майже весь пропустив через серйозну травму, а клуб вилетів з Серії А. Півзахисник залишився у рідній команді, але вона зайняла передостаннє 19-те місце і вилетіла в Серію С1.
1990 року Нотарістефано перейшов у «Болонью», де провів один сезон у Серії А, але основним гравцем не був і перейшов у клуб другого дивізіону «Лечче», якому у сезоні 1992/93 допоміг зайняти четверте місце та вийти до Серії А. Сезон 1993/94 став останнім для гравця у вищому італійському дивізіоні, оскільки команда відразу вилетіла з нього, а сам Еджидіо в подальшому грав за нижчолігові команди «Перуджа», «Алессандрія» та «Меда», а завершив ігрову кар'єру у клубі Серії D «Про Ліссоне», за команду якого виступав протягом 2000—2001 років.

## Виступи за збірну
12 листопада 1986 року у Фонтанефредді Нотарістефано дебютував у складі молодіжної збірної Італії в товариському матчі проти однолітків з Австрії. Всього на молодіжному рівні зіграв у 10 офіційних матчах і забив 1 гол, забитий проти Швейцарії 16 жовтня 1987 року в Невшателі, а також став чвертьфіналістом молодіжного чемпіонату Європи 1988 року.

## Кар'єра тренера
Розпочав тренерську кар'єру 2005 року, очоливши тренерський штаб аматорського клубу «Б'єнате Маньяго», що грав у чемпіонаті Ломбардії, а потім і «Про Ліссоне».
Згодом керував молодіжною командою «Леньяно», а в листопаді 2007 року був призначений тренером першої команди, що грала у Серії С1 і допрацював з нею до кінця сезону.
У травні 2008 року став головним тренером «Новари», що також грала у третьому за рівнем дивізіону. Її Еджидіо очолював протягом наступного сезону і червні 2009 року він залишив команду. В подальшому працював у цьому ж дивізіоні з командами СПАЛ та «Карпі», а з березня по листопад 2013 очолював клуб четвертого дивізіону «Алессандрія».